# بروسربينا

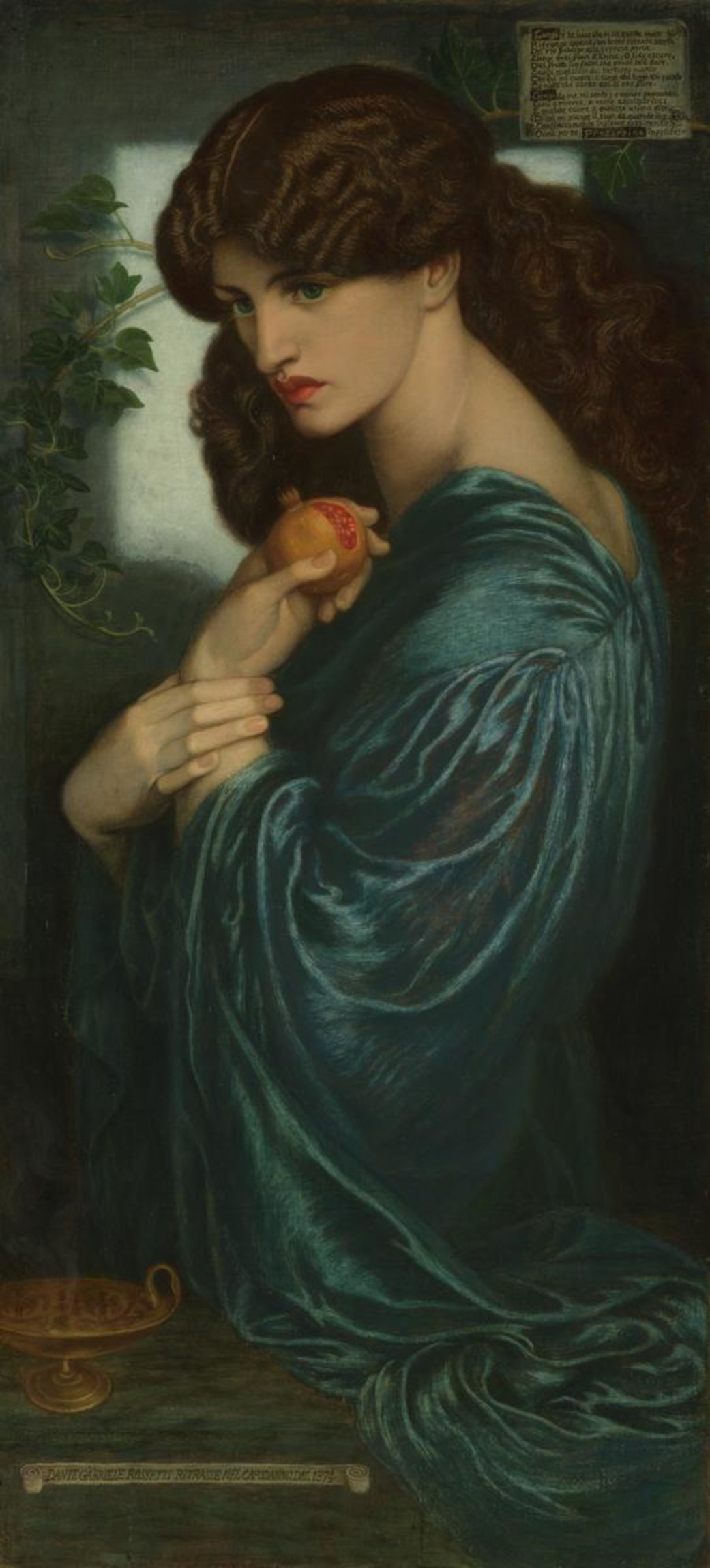
لوحة تمثل بروسربينا مرسومة من قبل دانتي جابرييل روزيتي تعود للعصر ما قبل الرفائيلي موجودة حالياً في متحف تيت في لندن

بروسربينا أو بروسربيني (بالإنجليزية: Proserpina or Proserpine) هي إلهة رومانية قديمة دُمجت عبادتها وأساطيرها وأسرارها مع نظائرها خاصة الإلهة ليبرا، وهي إلهة نبيذ رومانية قديمة، والإلهتين بيرسيفوني وديميتر اليونانيتان، إلهتا الحبوب والزراعة. الإلهة الرومانية الأصلية ليبرا كانت ابنة إلهة الزراعة سيريز وزوجة ليبر، إله النبيذ والحرية. في عام 204 ق.م، استوردت عبادة جديدة لسيريز وبروسربينا «على الطراز اليوناني» بصفتهما «الأم والعذراء» من جنوب إيطاليا، واستُوردت معها كاهنات يونانيات لخدمتها، وجرى تنصيبها في معبد ليبرا وسيريز على تل أفينتين في روما. روجت السلطات الدينية الرومانية بصورة فعالة للعبادة الجديدة وكهانتها باعتبارها مرغوبة أخلاقيًا بالنسبة للنساء الرومانيات المحترمات، وربما أدرجت معها جزئيًا عبادة سيريز وليبر وليبرا الأصلية الأقدم؛ لكن يبدو أن الشعائر الجديدة كانت فعالة إلى جانب القديمة، بدلًا عن أن تستبدلها.
تمامًا كما اعتُقد أن بيرسيفوني ابنة ديميتر، جعل الرومان بروسربينا ابنة لنظيرة ديميتر الرومانية، سيريز. ومثل بيرسيفوني، بروسربينا مقترنة بمملكة العالم السفلي وحاكمها؛ وبأمها سيريز، وبنمو المحاصيل في موسم الربيع ودورة الحياة، والموت والولادة الثانية أو التجدد. اسمها هو تحوير اسم «بيرسيفوني» إلى اللاتينية، وقد يكون مستلهمًا من الجذر اللاتيني بروسيربيري («أن تُنشئ، أن تُنبت»)، مع احترام نمو الحبوب. شكلت أسطورتها الأساسية - اختطاف إله العالم السفلي لها ضد إرادتها، وبحث أمها عنها وعودتها النهائية لكن المؤقتة إلى العالم العلوي - موضوعًا لأعمال في الفن والأدب الروماني وما تلاه. بالتحديد، قدم احتجاز إله العالم السفلي لبروسربينا - عادة ما يوصف باغتصاب بروسربينا، أو بيرسيفوني - موضوعًا مثيرًا لنحاتي ورسامي عصر النهضة والعصور اللاحقة.

## عبادتها وأساطيرها

### أصولها باعتبارها ليبرا
في الديانة الرومانية القديمة، كانت ليبرا نظيرة ليبر («الحر») الأنثى. كانت في الأصل إلهة إيطالقية؛ وفي وقت ما خلال العصور الملكية الرومانية أو مبكرًا جدًا في العصر الجمهوري، قُرنت بليبر، المعروف أيضًا باسم ليبر باتر («الأب الحر»)، إله النبيذ والخصوبة الذكورية الروماني، وحامي حريات الدهماء. دخلت التاريخ الروماني بصفتها جزءًا من عبادة ثالوثية إلى جانب سيريز وليبر، وفي معبد أُسس على تل أفينتين نحو عام 493 ق.م. يشير موقع وسياق عبادتها الأولى إلى ارتباطها بعامة مواطني روما، أو الدهماء؛ ربما عُبدت في يوم 17 من مارس كجزء من مهرجان ليبر، ليبراليا، أو في وقت ما خلال سبعة أيام سيراليا (من منتصف ابريل حتى نهايته)؛ في المهرجان المذكور أخيرًا، كانت تعتبر خاضعة لسيريز. وفي أوقات أخرى، لم تكن علاقتها بشركاء عبادتها الأفينتينية مؤكدة؛ لا ميثولوجيا أصلية معروفة لها.
رُبطت ليبرا ببروسربينا رسميًا في عام 205 ق.م، وقتما اكتسبت صيغة رومانية من الشعائر السرية اليونانية والأساطير المرافقة لها. في أواخر العصر الجمهوري، وصف شيشرون ليبر وليبرا بأنهما أطفال سيريز. في الوقت نفسه تقريبًا، ربما في سياق الدراما الدينية أو الشعبية، ساواها هيجينوس بأريادني اليونانية، باعتبارها عروسًا لنظير ليبر اليوناني، ديونيسوس. بقيت أشكال عبادتها وشعائرها القديمة والجديدة وارتباطاتها المتشعبة مستمرة بصورة جيدة حتى أواخر العصور الامبراطورية. ذكر القديس أوغستين (354 -–430م) أن ليبرا تُعنى بالخصوبة الأنثوية، مثلما ليبر معنيّ بالخصوبة الذكرية.